# Mukesh Ambani
Mukesh Dhirubhai Ambani (n. 19 aprilie 1957) este un om de afaceri indian și președintele la Reliance Industries, cea mai mare întreprindere din sectorul privat din India, o companie trecută în Fortune 500 și una dintre cele mai mari conglomerate din sectorul privat din lume. În prezent participația deținută de el la Reliance Industries este de 48%.
Din iulie 2010 este cel mai bogat om din Asia și al zecelea cel mai bogat om din lume, cu o avere personală de 90.7 miliarde de dolari. Pe 29 octombrie 2007 a devenit pentru scurt timp cel mai bogat om din lume, averea crescându-i la 63,2 miliarde de dolari, lăsându-l pe Bill Gates la 56 de miliarde de dolari. Conform previziunilor Forbes Magazine, este de așteptat să-și recâștige titlul de cel mai bogat om din lume în 2014.